# Dmytro Pyłypiw
Dmytro Pyłypiw, ukr. Дмитро Пилипів – ukraiński działacz społeczny, poseł do Sejmu Krajowego Galicji II kadencji (1867–1869), włościanin z Oleszy.
1 lutego 1869 wybrany w IV kurii obwodu Stanisławów, z okręgu wyborczego nr 32 Tyśmienica-Tłumacz.